# المروضون الشجعان (مسلسل تلفزيوني)
المروضون الشجعان (بالإنجليزية: Monster Allergy)‏ هو مسلسل رسوم متحركة من إنتاج عام 2005 من قبل وإم 6 وزي دي اف، مقتبس من سلسلة الكوميكس الإيطالية التي تحمل العنوان نفسه، بث في عدة قنوات منها راي 2، وإم 6، وكيكا، وقناة واي تي في، وكيدز دابليو بي، وعلى قناة أجيال في السعودية والشرق الأوسط، ولاقى شهرة واسعة في ذاك الوقت، ودبلج من قبل استديوهات الرهام للإنتاج الفني بيروت.

## الحبكة
تدور أحداث المسلسل حول الفتى زيك الذي يعاني من حساسية مميزة لديها القدرة على رؤية الوحوش الغير مرئية التي تعيش بيننا، برفقة صديقته إيلينا بوتاتو وقطته المتحدثة تيموثي، وعدد من أصدقائة الوحوش، يحاولون جميعًا حل مشاكل مدينتهم التي حدثت بسبب الوحوش الشريرة.

## روابط خارجية
- المروضون الشجعان (مسلسل تلفزيوني) على موقع IMDb (الإنجليزية)
- المروضون الشجعان (مسلسل تلفزيوني) على موقع روتن توميتوز (الإنجليزية)
- المروضون الشجعان (مسلسل تلفزيوني) على موقع كينوبويسك (الروسية)
- المروضون الشجعان (مسلسل تلفزيوني) على موقع ألو سيني (الفرنسية)
- المروضون الشجعان (مسلسل تلفزيوني) على موقع قاعدة بيانات الفيلم (الإنجليزية)